# Hannibal Buress
Hannibal Amir Buress (Chicago, 1983. február 4. –) amerikai humorista, színész, író és producer. 
2002-ben kezdett humoristaként fellépni, miközben a Southern Illinois Universityre járt. 2012 óta szerepel az Adult Swim-es The Eric Andre Show című műsorában, valamint 2014 és 2019 között a Comedy Central Broad City című sorozatában is feltűnt.

## Fiatalkora
Hannibal Amir Buress 1983. február 4-én született az Illinois állambeli Chicagoban, Margaret tanárnő és John Buress, a Union Pacific vasúttársaság alkalmazottjának fiaként. Chicago Austin negyedében nőtt fel. Nevét a karthágói Hannibál hadvezérről kapta, és stand-up előadásában mesélt arról, hogy a neve miatt a nők elutasították, mert a kitalált kannibál Hannibal Lecterrel hozták összefüggésbe. Miután a Steinmetz College Prepbe járt, négy évig a Southern Illinois University Carbondale-re tanult, de nem végezte el. Ott barátkozott össze a hip-hop előadóval, Open Mike Eagle-lel, az akkori RA-jával.

## Magánélete
Buress ateista. Miután New Yorkban élt, 2017-ben visszaköltözött szülővárosába, Chicagóba, és annak Wicker Park városrészében telepedett le. Buress Chicago White Sox rajongó.
2017 decemberében Buress-t Miamiban letartóztatták rendbontásért és ittasságért. A letartóztatásról készült helyszíni felvételeken Buress gúnyolódott a rendőrökkel, és azt követelte, hogy miért tartóztatják le. A letartóztatási jelentésből kiderült, hogy Buress-t azért vették őrizetbe, mert odament a rendőrökhöz, és nem hagyta abba a könyörgést, hogy hívjanak neki egy ubert. Buress később így nyilatkozott: „Megkértem a [rendőrt], hogy hívjon nekem egy ubert, mire ő azt felelte: 'Nem.' Azt mondta, hogy hagyjam el az utcát. Bementem a bárba, hogy egy telefontöltőt vegyek egy Uberhez. Követett a bárba, és azt mondta, hogy túl részeg vagyok ahhoz, hogy bemenjek. [...] 'Ha nem lehetek az utcán, akkor hol akarod, hogy legyek?'. Kérdeztem tőle. Olyan állapotban voltam, hogy megpróbáltam hazajutni. [...] Nem igazán hiszem, hogy én voltam a hibás”. Az ügyet később elutasították. A Miami New Times arról számolt be, hogy a letartóztató tiszt állítólag erőszakos volt, és korábban a belső ügyosztály fegyelmi eljárást indított ellene egy alkoholos befolyásoltságú támadás miatt. A jelentést Buress egy televíziós stand-up műsorába foglalta bele, amelyet a miami Olympia Színházban adott elő 2019 augusztusában.
Buress egy 2018 szeptemberi interjúban kijelentette, hogy „abbahagyta az ivást”, miután számos „különböző helyzet [történt], amelyek alkoholtól szenvedtek”, mint például „viták”, kijelentve, hogy a módszerek, ahogyan a dolgokat kezelte, „nem voltak simák, csak rendetlenek”.
Buress-t " házmester"-nek nevezték. Később a Twitteren támadták a kibérelt ingatlana körüli viselkedése miatt. A kapott kritikát a Bernie Sanders életkorára tett megjegyzései miatt érte támadásnak tudta be. Buress azt állította, hogy a későbbi fejlemények csak viccek voltak a részéről. Azonban azt is elmondta, hogy egy lakhatási jótékonysági szervezet már nem kérte a 4000 dolláros adományát, mert úgy vélte, hogy a főbérlők mellett állt ki.

## Filmográfia

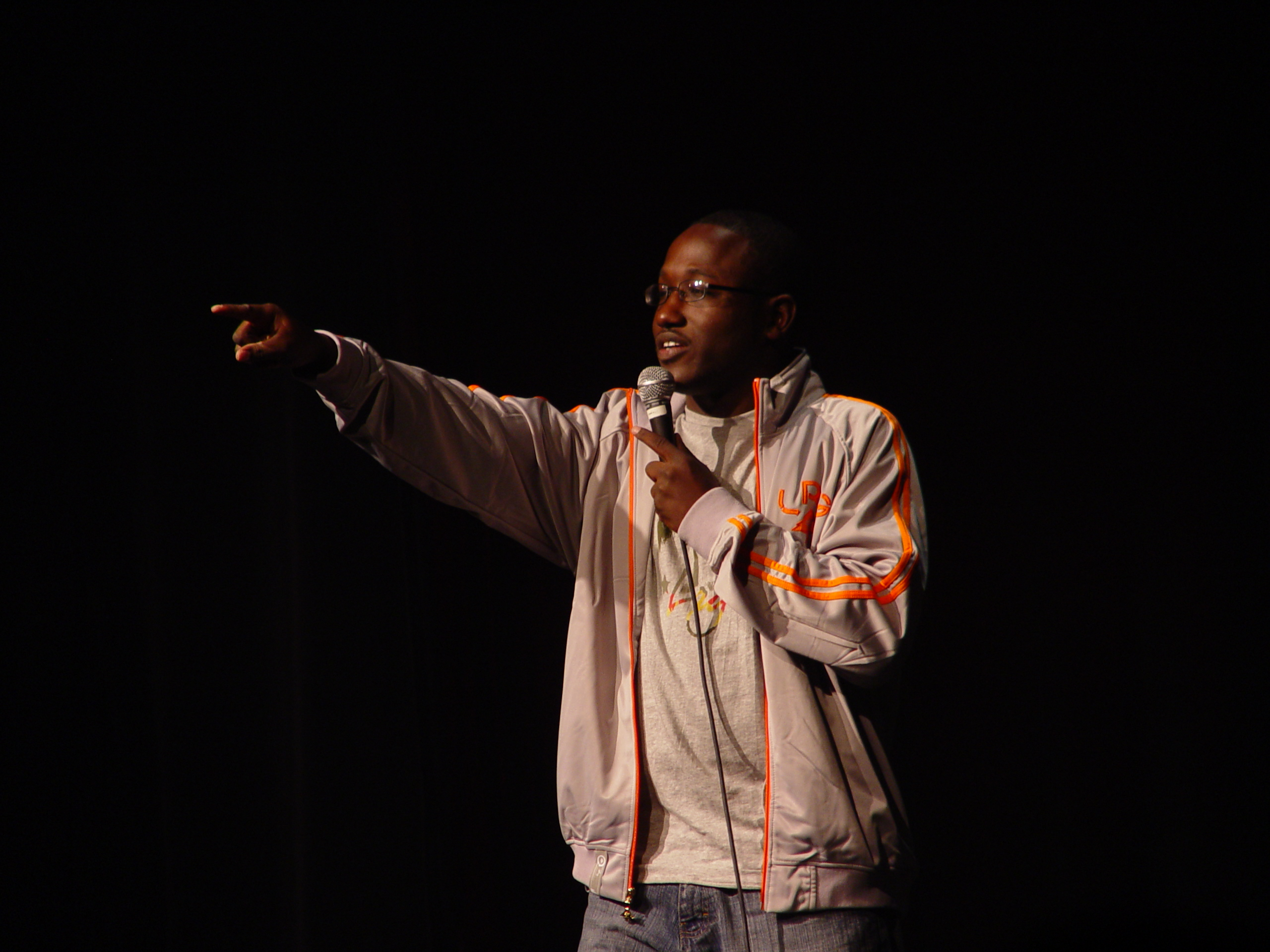
2007-ben

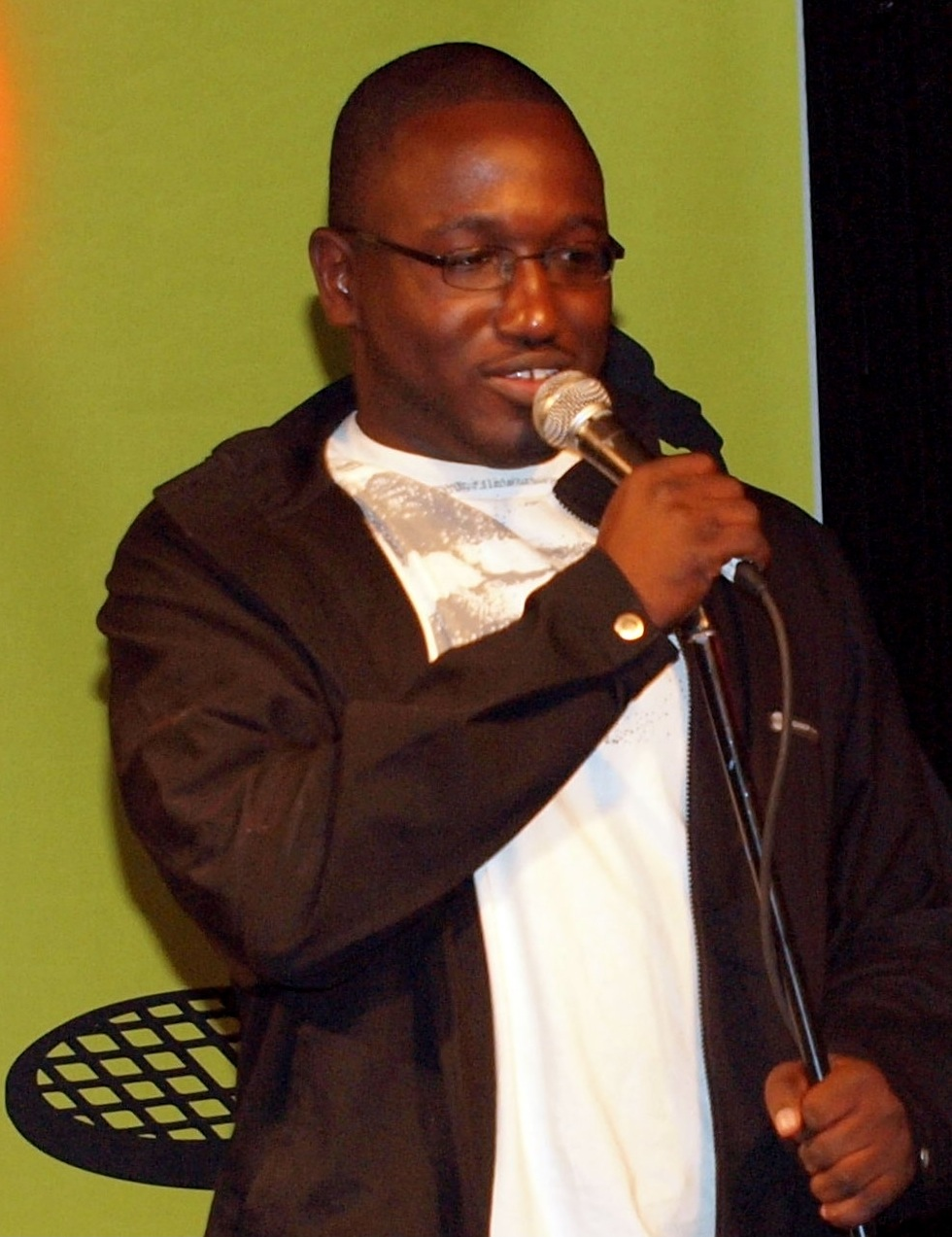
2009-ben

### Film
| Év   | Magyar cím                          | Eredeti cím                                 | Szerep               | Magyar hang     |
| ---- | ----------------------------------- | ------------------------------------------- | -------------------- | --------------- |
| 2012 |                                     | Sleepwalk with Me                           | Hannibal (cameo)     |                 |
| 2013 | A nyár királyai                     | The Kings of Summer                         | buszsofőr            |                 |
| 2013 |                                     | Fester's Feast                              | tejes                |                 |
| 2014 | Rossz szomszédság                   | Neighbors                                   | Watkins rendőrtiszt  | Viczián Ottó    |
| 2014 |                                     | Are You Joking?                             | Kenny                |                 |
| 2015 |                                     | Band of Robbers                             | Ben Rogers           |                 |
| 2015 | Megjött apuci!                      | Daddy's Home                                | Griff                | Pál András      |
| 2016 |                                     | Nerdland                                    | Nerd király (hangja) |                 |
| 2016 | Rossz szomszédság 2.                | Neighbors 2: Sorority Rising                | Watkins rendőrtiszt  | Viczián Ottó    |
| 2016 | Angry Birds – A film                | The Angry Birds Movie                       | Edward (hangja)      | Szabó Máté      |
| 2016 | Rendes fickók                       | The Nice Guys                               | Bumble               |                 |
| 2016 | Kocsmatúra                          | Flock of Dudes                              | Muff papa            | Szatmári Attila |
| 2016 | A kis kedvencek titkos élete        | The Secret Life of Pets                     | Pajti (hangja)       | Kálid Artúr     |
| 2016 | A komédia császára                  | The Comedian                                | önmaga               |                 |
| 2017 |                                     | Kuso                                        | Kazu                 |                 |
| 2017 | A katasztrófaművész                 | The Disaster Artist                         | Bill Meurer          | Zámbori Soma    |
| 2017 | Baywatch                            | Baywatch                                    | Dave, a technikus    | Papp Dániel     |
| 2017 | Pókember: Hazatérés                 | Spider-Man: Homecoming                      | Wilson edző          | Maday Gábor     |
| 2018 | Szűzőrség                           | Blockers                                    | Frank                | Horváth Illés   |
| 2018 | Haverok harca                       | Tag                                         | Kevin Sable          | Rába Roland     |
| 2018 |                                     | Slice                                       | Hannibal             |                 |
| 2019 | A kis kedvencek titkos élete 2.     | The Secret Life of Pets 2                   | Pajti (hangja)       | Kálid Artúr     |
| 2021 | Pókember: Nincs hazaút              | Spider-Man: No Way Home                     | Wilson edző          | Maday Gábor     |
| 2023 | Tini Nindzsa Teknőcök: Mutáns káosz | Teenage Mutant Ninja Turtles: Mutant Mayhem | Dzsingisz Kvak       | Dévai Balázs    |

Rövidfilmek
- Heart Break (2011) – Darryl
- The Begun of Tigtone (2014) – Seed Steed (hangja)

### Televízió
| Év        | Magyar cím                      | Eredeti cím                       | Szerep                                   | Megjegyzések                |
| --------- | ------------------------------- | --------------------------------- | ---------------------------------------- | --------------------------- |
| 2009–2010 | Saturday Night Live             | Saturday Night Live               | Michael / pepülőgép utasa                | 2 epizód                    |
| 2010      |                                 | Louie                             | Hannibal                                 | 2 epizód                    |
| 2010      |                                 | Delocated                         | humorista                                | 1 epizód                    |
| 2010–2012 | A stúdió                        | 30 Rock                           | Hannibal / Bum / hajléktalan férfi / Gus | 9 epizód                    |
| 2012      |                                 | 8 Out of 10 Cats                  | önmaga                                   | 13. évad (2 epizód)         |
| 2012–2020 |                                 | The Eric Andre Show               | önmaga (társ-házigazda)                  | forgatókönyvíró és producer |
| 2013      |                                 | The Mindy Project                 | Derek                                    | 1 epizód                    |
| 2013      |                                 | Kroll Show                        | kosárlabdázó                             | 1 epizód                    |
| 2013      | Bob burgerfalodája              | Bob's Burgers                     | Hefty Jeff (hangja)                      | 1 epizód                    |
| 2013–2015 |                                 | Lucas Bros. Moving Co.            | Momma Lucas (hangja)                     | 7 epizód                    |
| 2013–2015 |                                 | China, IL                         | Matt Attack / DJ Don Jose / utcai troll  | 9 epizód                    |
| 2013–2017 | A kenderfutár                   | High Maintenance Web Series       | Hannibal, humorista                      | 3 epizód                    |
| 2014      |                                 | Chozen                            | Crisco                                   | 10 epizód                   |
| 2014–2019 | Broad City                      | Broad City                        | Lincoln Rice                             | 29 epizód                   |
| 2015      |                                 | Why? with Hannibal Buress         | önmaga (házigazda)                       | alkotó és vezető producer   |
| 2015      |                                 | The Jim Gaffigan Show             | önmaga                                   | 1 epizód                    |
| 2016      |                                 | Childrens Hospital                | önmaga                                   | 1 epizód                    |
| 2016      | Kalandra fel!                   | Adventure Time                    | Láng herceg (hangja)                     | 1 epizód                    |
| 2016      |                                 | Easy                              | Jason                                    | 1 epizód                    |
| 2017      | Justice League Action           | Justice League Action             | Mr. Terrific (hangja)                    | 2 epizód                    |
| 2017      | Megborulva                      | Crashing                          | önmaga                                   | 1 epizód                    |
| 2017      | BoJack Horseman                 | BoJack Horseman                   | Miles (hangja)                           | 1 epizód                    |
| 2017      |                                 | Most Expensivest                  | önmaga                                   | 1 epizód                    |
| 2018      |                                 | Hot Ones                          | önmaga                                   | websorozat (1 epizód)       |
| 2020      |                                 | The Bob Ross Challenge (Mashable) | önmaga                                   | websorozat (1 epizód)       |
| 2020      |                                 | Who Wants to Be a Millionaire?    | önmaga                                   | 2 epizód                    |
| 2020      | A Simpson család                | The Simpsons                      | Finch (hangja)                           | 1 epizód                    |
| 2022      |                                 | Ziwe                              | önmaga                                   | 1 epizód                    |
| 2023      | Hétköznapi vámpírok – A sorozat | What We Do In The Shadows         | Hannibal                                 | 1 epizód                    |

### Videójátékok
| Év   | Cím                | Szerep                           |
| ---- | ------------------ | -------------------------------- |
| 2013 | Grand Theft Auto V | Önmaga a FlyLo FM rádióállomáson |
| 2016 | NBA 2K17           | Ice                              |

## Fordítás
- Ez a szócikk részben vagy egészben  a   Hannibal Buress című angol Wikipédia-szócikk ezen változatának fordításán alapul.  Az eredeti cikk szerkesztőit annak laptörténete sorolja fel. Ez a jelzés csupán a megfogalmazás eredetét és a szerzői jogokat jelzi, nem szolgál a cikkben szereplő információk forrásmegjelöléseként.